# Leucophora spalatensis
Leucophora spalatensis är en tvåvingeart som beskrevs av Willi Hennig 1967. Leucophora spalatensis ingår i släktet Leucophora och familjen blomsterflugor. Inga underarter finns listade i Catalogue of Life.